# Truesports
Truesports was een Amerikaans raceteam dat deelnam aan het Champ Car kampioenschap. Het werd opgericht door Jim Trueman, eigenaar van een motelketen.
Het team nam in de beginjaren deel aan de Canadian-American Challenge Cup met rijder Bobby Rahal. Daarna maakte het de overstap naar de Champ Car en nam ook een tijdje deel aan de CART American Racing Series, dat later het Indy Lights kampioenschap werd. Tijdens het kampioenschap van 1987 won het team de titel met hun Belgische rijder Didier Theys.
In 1982 startte het team in de Champ Car, met rijder Bobby Rahal. Hij won dat jaar de races op het circuit van Cleveland en op de Michigan International Speedway en werd tweede in de eindstand van het kampioenschap. De beste jaren voor het team kwamen er in 1986 en 1987. Rahal won in 1986 zes races, waaronder de Indianapolis 500 en werd zo Champ Car kampioen. Het volgende jaar won hij de Indy 500 niet, maar won het kampioenschap voor de tweede keer op rij. 
Eigenaar Jim Trueman stierf zes dagen na de overwinning op Indianapolis in 1986 aan de gevolgen van kanker. Rahal verliet het team na 1988 en richtte in 1992 het Rahal Hogan team op en kocht hij het Truesports team gedeeltelijk over. In 1993 verdween het team definitief.
Kampioenschapstitels
- 1986  Bobby Rahal
- 1987  Bobby Rahal

Indianapolis 500 overwinningen
- 1986  Bobby Rahal

Indy Lights titels
- 1987  Didier Theys